# Alfred Ipsen
Peter Alfred Buntzen Ipsen (født 17. marts 1852 på Christianshavn, død 20. november 1922 i København) var en dansk forfatter.
Alfred Ipsen blev født på Christianshavn. Hans slægt havde hjemme i Jernved, Slesvig , hvorfra farfaderen kom til Danmark i århundredets begyndelse. Forældrene, handskemager, siden arbejdsmand, Diderik Heinrich Buntzen og Martha født Hansdatter, døde med få dages mellemrum under Koleraepidemien 1853; deres mange børn spredtes rundtom; den yngste, Alfred, kom i pleje hos og blev siden adopteret af et barnløst ægtepar, Hans Steenstrup Ipsen (født 1808), da sognepræst til Rørbæk-Grynderup-Stenild i Hedeegnen nord for Hobro, og Johanne Marie Christiane født Møller (født 1814).
1862 forflyttedes plejefaderen til Gimming-Lem ved Randers, og 1864 blev Alfred Ipsen sat i skole i denne by. Han blev student fra Århus 1872, var så et halvt års tid på Testrup Højskole, studerede siden teologi og tog eksamen 1877. Allerede som dreng optoges han af religiøse grublerier, påvirkedes af Mynster, Kierkegaard og Grundtvig; ved højskolen blev han ivrig grundtvigianer.
I studentertiden beskæftigedes han også mest af religiøse spørgsmål; men nu fik tvivlen ordet, og selve det teologiske studium førte ham bort fra kristendommen og ind i fritænkersk agitation. Efter eksamen studerede han engelsk sprog og litteratur, blev journalist, bl.a. ved Morgenbladet, opholdt sig 1879 nogle måneder i London, var efter sin hjemkomst et par år sproglærer i Odense, men tog derpå blivende ophold i København.
Hans første skrift var en polemisk pjece: Det social-litterære Nytaarsslag (1880), et indlæg for Georg Brandes (der for øvrigt ikke har indvirket synderlig på Ipsens livsanskuelse). Stat og Kirke (1882) er ligeledes et polemisk lejlighedsskrift. Siden søgte Ipsen kunstens fredeligere egne.
Et par digtsamlinger, Ad grønne Stier (1883) og Sonetter og Sange (1884), fulgtes af Mephistopheles (1887), et stort anlagt dramatisk digt, hvori han ud fra selvoplevelse ville vise, hvordan forkert opdragelse, fantasteri og mangelfuldt udviklet virkelighedserkendelse kunne ødelægge den enkeltes og slægtens liv. Et bind Fortællinger udkom 1889.
Samme år rejste Ipsen for Det anckerske Legat til Holland, Belgien, England og Paris. Længst opholdt han sig i Nederlandene, hvor han samlede stof til sin bog Holland (1891), der er oversat på hollandsk og vandt meget bifald i samtiden. Før rejsen havde han skrevet tekst til August Ennas opera Hexen (opført i januar 1892) på grundlag af Arthur Heinrich Wilhelm Fitgers drama af samme navn. 1892 udgav han Flores og Blanseflor, en fri digterisk bearbejdelse i nydelige og naturlige vers af den gamle roman.
Spredt i forskellige blade har han skrevet en mængde digte, afhandlinger og fortællinger. Desuden har han oversat mange fremmede forfatteres Skrifter i bunden eller ubunden stil, f.eks. Gottfried Keller, Byron, bl.a. Dommedagssynet og Beppo (1891), Heinrich Heine, Tyskland (1890), og udgivet ældre dansk litteratur, f.eks. Steen Steensen Blichers E Bindstouw med en ny textrecension, Johan Ludvig Heibergs En Sjæl efter Døden udførlig kommenteret (1893), og Malthe Conrad Bruuns politiske skrifter (inklusive Aristokraternes Catechismus) (1888).
Ipsen blev 1885 gift med Agnes Susanne Elisabeth Miller (født på St. Croix 22. november 1858), plejedatter af overlæge, etatsråd Benoni Knudsen og Susanne Elisabeth født Miller.
Han er begravet på Vestre Kirkegård.